# Eugen Mehler
Eugenius of Eugen Mehler (Emmerik, 4 maart 1826 – Zwolle, 2 februari 1896) was een Nederlands classicus die vooral bekend werd door zijn woordenboek op Homerus.

## Leven
Mehler werd geboren in Emmerik in Duitsland als zoon van tabakshandelaar Zacharias Mehler. Hij studeerde in de jaren 1841-1846 klassieke filologie in Bonn. Al op 20-jarige leeftijd promoveerde hij op een proefschrift over de fragmenten van Mnaseas van Patara, een leerling van Eratosthenes. Een volledige editie verscheen een jaar later: Mnaseae Patarensis fragmenta (Leiden, 1847). Mehler zette zijn studie in de klassieke talen voort in Leiden, waarheen hij was aangetrokken door de roem van Carel Gabriel Cobet. In 1851 promoveerde hij bij Cobet op een proefschrift over de allegorische verklaringen van Homerus bij de grammaticus Heraclitus, dat hij nog in hetzelfde jaar tot een uitvoerigere handelseditie bewerkte: Heracliti Allegoriae Homericae (Leiden 1851).
Mehler was leraar aan het Paedagogium in Leiden (1849-1851), aan het gymnasium in Kampen (1851-1852), conrector aan de Latijnse school in Brielle (1853-1861), rector van het gymnasium in Enkhuizen (1861-1862), van de Latijnse school in Sneek (1862-1870) en van het Stedelijk Gymnasium in Zwolle (1870-1896). Eugen Mehler was de eerste voorzitter van Toonkunstkoor Caecilia uit Zwolle, dat nu nog bestaat.
Na zijn naturalisatie tot Nederlander in 1854 trouwde hij in 1859 met Eleonora Johanna Wilhelmina Wissel (geb. 1837), met wie hij vijf zonen kreeg. Hun zoon Jakob (1868-1962) was net als zijn vader classicus. Mehler sr. overleed in 1896 vlak voor zijn 70ste verjaardag. Hij werd begraven op de Begraafplaats Meppelerstraatweg in Zwolle.

## Werk
Mehler was zeer productief als schrijver en bewerker van school- en leerboeken voor het middelbaar onderwijs in de klassieke talen. Vaak gebruikte hij eerder verschenen Duitse publicaties die hij bewerkte.
Hij was de maker van een aantal Griekse woordenboeken. Zijn Grieksch woordenboek voor schoolgebruik kwam uit in twee delen (1862 en 1865, 2e druk 1897). Veel bekender werd zijn Woordenboek op de gedichten van Homerus, dat oorspronkelijk in 1892 in Sneek verscheen. Zijn zoon Jakob verzorgde vele herdrukken van het boek, dat nu onder de titel Mehler woordenboek op de gedichten van Homèros verscheen. In 1972 verscheen nog een 14de druk. In 1894 publiceerde Mehler sr. voorts  zijn Woordenboek op de Anabasis van Xenophon.
Voorts maakte Mehler schooluitgaven van werkjes van Xenophon (Convivium, Leiden 1850) en van Isocrates (Panegyricus en Areopagiticus, Groningen 1861). Hij bezorgde herdrukken van veelgebruikte schoolboeken voor het schrijven van Latijn: de Themata van John Bake en de Opstellen ter vertaling in het Latijn van J.F. Reitz.
Ten slotte moet worden vermeld dat Mehler in 1851 samen met Samuel Naber en Ernst Julius Kiehl oprichter was van het nog altijd bestaande Mnemosyne, een tijdschrift dat was gewijd aan klassieke literatuur en waarvan het eerste deel in 1852 uitkwam.